# Ariel Herrero
Ariel Herrero García  (León, 3 de junio de 1999) es un futbolista español que juega como Delantero centro en la Unión Deportiva San Sebastián de los Reyes de la Segunda Federación.

## Trayectoria
Comienza su trayectoria deportiva base en su ciudad natal, León. Posteriormente, finaliza esta etapa en  C.D. Llanes, con el que acabó jugando varias temporadas en su Primer Equipo, siendo uno de los jugadores más destacados de la plantilla, consiguiendo la primera Copa Federación Autonómica de la historia del Club, además de clasificar al equipo a su primera Final de Fase de Ascenso a 2.ª R.F.E.F.  
Sin embargo, después de casi cuatro años, el máximo goleador del Club Deportivo Llanes y pichichi de la Tercera R.F.E.F. Asturiana se convierte en jugador del  C.D. Mirandés en el año 2021. Club con el cual jugó su segunda Fase de Ascenso a 2.ª R.F.E.F. En el verano de 2022 comienza su contrato con el club Sporting de Gijón donde jugaría su tercera Fase de Ascenso a 2.ª R.F.E.F.

## Clubes
Actualizado al último partido disputado el 07 de mayo de 2023.
| Club                                       | País   | Año             | Partidos | Goles |
| ------------------------------------------ | ------ | --------------- | -------- | ----- |
| Club Deportivo Llanes                      | España | 2018-2021.      | 97       | 29    |
| Club Deportivo Mirandés "B"                | España | 2021-2022.      | 18       | 6     |
| Real Sporting de Gijón "B"                 | España | 2022-2023.      | 30       | 7     |
| Club Deportivo Covadonga                   | España | 2023-2024       | 34       | 11    |
| Unión Deportiva San Sebastián de los Reyes | España | 2024-Actualidad |          |       |